# 瓦勒达尔克
瓦勒达尔克（法語：Val-d'Arc，法語發音：[val daʁk]）是法国萨瓦省的一个市镇，属于圣让德莫里耶讷区。该市镇于2019年由原市镇朗当和艾格贝勒合并而成，行政中心位于朗当。

## 地名
“瓦勒达尔克”（Val-d'Arc）一名在法语中意为“阿尔克河谷”。

## 地理
瓦勒达尔克（45°32'42"N, 6°18'39"E）面积14.21 平方千米，位于法国奥弗涅-罗讷-阿尔卑斯大区萨瓦省，该省份为法国东部省份，历史上为薩伏依的一部分，北起上萨瓦省，西接伊泽尔省和安省，南部和东部与上阿尔卑斯省和意大利接壤。
与瓦勒达尔克接壤的市镇（或旧市镇、城区）包括：蒙萨佩、阿让蒂讷、蒙日尔贝、布尔讷夫。
瓦勒达尔克的时区为UTC+01:00、UTC+02:00（夏令时）。

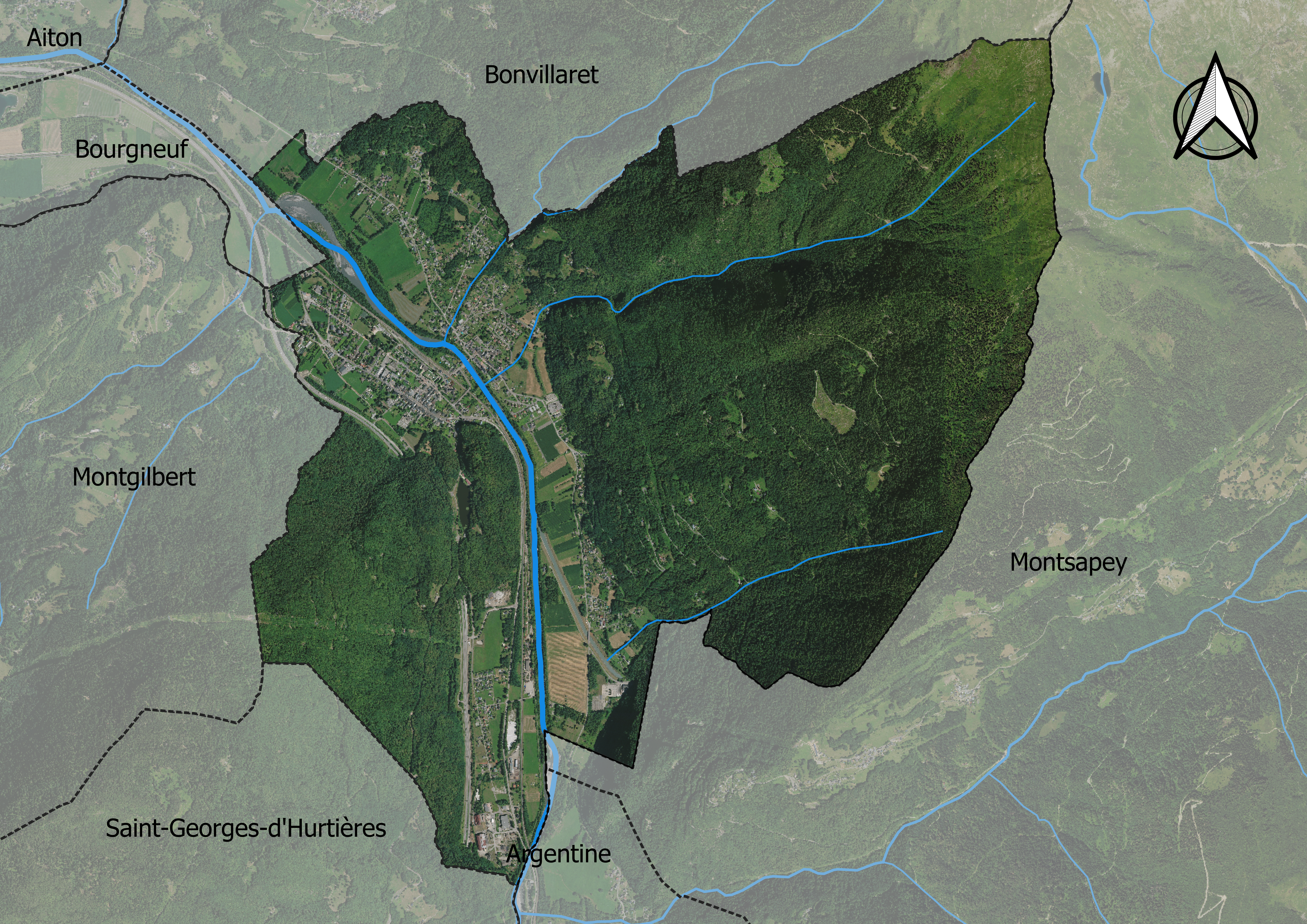
瓦勒达尔克的卫星地图

## 行政
瓦勒达尔克的邮政编码为73220，INSEE市镇编码为73212。

## 政治
瓦勒达尔克所属的省级选区为圣皮埃尔达尔比尼县。

## 人口
瓦勒达尔克于2022年1月1日时的人口数量为2009人。